# 3. ŽNL Istarska
3. županijska nogometna liga Istarska predstavlja 8. stupanj nogometnih natjecanja u Hrvatskoj. Sastoji se od dvije skupine: Sjever i Jug. U skupini Sjever se natječe 16, a u skupini Jug 12 nogometnih klubova. Pobjednici navedenih skupina ulaze u viši rang - 2. ŽNL Istarsku, dok iz lige ne ispada nitko jer ne postoji niža liga za navedenu županiju.

## Dosadašnji prvaci
| sezona                | rang        | skupina     | klubova     | pobjednik                    |                                                                                  |
| --------------------- | ----------- | ----------- | ----------- | ---------------------------- | -------------------------------------------------------------------------------- |
| 2021./22.             | VII.        | Jug         | 10          | Marčana                      |                                                                                  |
| 2021./22.             | VII.        | Sjever      | 10          | Dinamo Sveta Marija na Krasu |                                                                                  |
| 2020./21.             | VII.        | Jug         | 11          | Štinjan Pula                 |                                                                                  |
| 2020./21.             | VII.        | Sjever      | 8           | Dinamo Sveta Marija na Krasu |                                                                                  |
| 2019./20.             | VII.        | Jug         | 12          | Arne Peruški                 | prvenstvo prekinuto u ožujku 2020. zbog pandemije COVID-19 u svijetu i Hrvatskoj |
| 2019./20.             | VII.        | Sjever      | 10          | Petrovija                    | prvenstvo prekinuto u ožujku 2020. zbog pandemije COVID-19 u svijetu i Hrvatskoj |
| 2018./19.             | VII.        | Jug         | 11          | Puris Sveti Petar u Šumi     |                                                                                  |
| 2018./19.             | VII.        | Sjever      | 12          | Višnjan 1957                 |                                                                                  |
| 2017./18.             | VII.        | Jug         | 10          | Polet Snašići                |                                                                                  |
| 2017./18.             | VII.        | Sjever A    | 9           | Moela Umag                   | Moela iz Umaga ukupni prvak skupine Sjever                                       |
| 2017./18.             | VII.        | Sjever B    | 8           | Istra Tar                    | Moela iz Umaga ukupni prvak skupine Sjever                                       |
| 2016./17.             | VII.        | Jug         | 12          | Plomin                       |                                                                                  |
| 2016./17.             | VII.        | Sjever      | 16          | Kaštelir Labinci             | igrano u dvije skupine s doigravanjem                                            |
| 2012./13. – 2015./16. | nije igrano | nije igrano | nije igrano | nije igrano                  | nije igrano                                                                      |
| 2011./12.             | VII.        | Jug         | 8           | Uljanik Pula                 |                                                                                  |
| 2011./12.             | VII.        | Sjever      | 13          | Moela Umag                   |                                                                                  |
| 2010./11.             | VI.         | Jug         | 7           | Muntić                       |                                                                                  |
| 2010./11.             | VI.         | Sjever      |             |                              |                                                                                  |
| 2009./10.             | VI.         | Jug         |             |                              |                                                                                  |
| 2009./10.             | VI.         | Sjever      |             |                              |                                                                                  |
| 2008./09.             | VI.         | Jug         | 9           | Kanfanar                     |                                                                                  |
| 2008./09.             | VI.         | Sjever      | 14          | Višnjan                      |                                                                                  |
| 2007./08.             | VI.         | Jug         | 9           | Mladost Rovinjsko Selo       |                                                                                  |
| 2007./08.             | VI.         | Sjever      | 14          | Brtonigla                    |                                                                                  |
| 2006./07.             | VI.         | Jug         |             |                              |                                                                                  |
| 2006./07.             | VI.         | Sjever      |             |                              |                                                                                  |
| 2005./06.             | VI.         | Jug         | 12          | Iskra Vinež                  |                                                                                  |
| 2005./06.             | VI.         | Sjever      | 13          | Babići                       |                                                                                  |

Kategorija:3. ŽNL Istarska 

Kategorija:Sezone šestog ranga HNL-a 

Kategorija:Sezone sedmog ranga HNL-a

### Klubovi u 3. ŽNL Istarskoj u sezoni 2011./2012.
| 3. ŽNL Sjever       |                       |
| Klub                | Mjesto                |
| NK Babići           | Babići                |
| NK Dajla            | Dajla                 |
| NK Dinamo           | Sveta Marija na Krasu |
| NK Galeb            | Juricani              |
| NK Grožnjan-Oprtalj | Oprtalj               |
| NK Marušići         | Marušići              |
| NK Moela            | Umag                  |
| NK Momjan           | Momjan                |
| NK Montraker        | Vrsar                 |
| NK Petrovija        | Petrovija             |
| NK Savudrija        | Savudrija             |
| NK Sveti Lovreč     | Sveti Lovreč          |
| NK Vižinada         | Vižinada              |

| 3. ŽNL Sjever                   |                       |
| Klub                            | Mjesto                |
| NK Dinamo Sveta Marija na Krasu | Sveta Marija na Krasu |
| NK Umag                         | Umag                  |
| NK Buzet                        | Buzet                 |
| NK Vižinada                     | Vižinada              |
| NK Savudrija                    | Savudrija             |
| Nk Marušići                     | Marušići              |
| NK Galeb                        |                       |
| NK Grožnjan-Oprtalj             | Oprtalj               |

## Vanjske poveznice
- Nogometni savez Županije Istarske  Arhivirana inačica izvorne stranice od 21. srpnja 2017. (Wayback Machine)
- nsz.hr, 3. ŽNL Jug  Arhivirana inačica izvorne stranice od 25. svibnja 2017. (Wayback Machine)
- nszi.hr, 3. ŽNL Sjever A  Arhivirana inačica izvorne stranice od 23. svibnja 2017. (Wayback Machine)
- nszi.hr, 3. ŽNL Sjever B  Arhivirana inačica izvorne stranice od 13. svibnja 2017. (Wayback Machine)
- nszi.hr, 3. ŽNL Sjever I  Arhivirana inačica izvorne stranice od 23. svibnja 2017. (Wayback Machine)
- nszi.hr, 3. ŽNL Sjever II  Arhivirana inačica izvorne stranice od 23. svibnja 2017. (Wayback Machine)